# Eucharistie

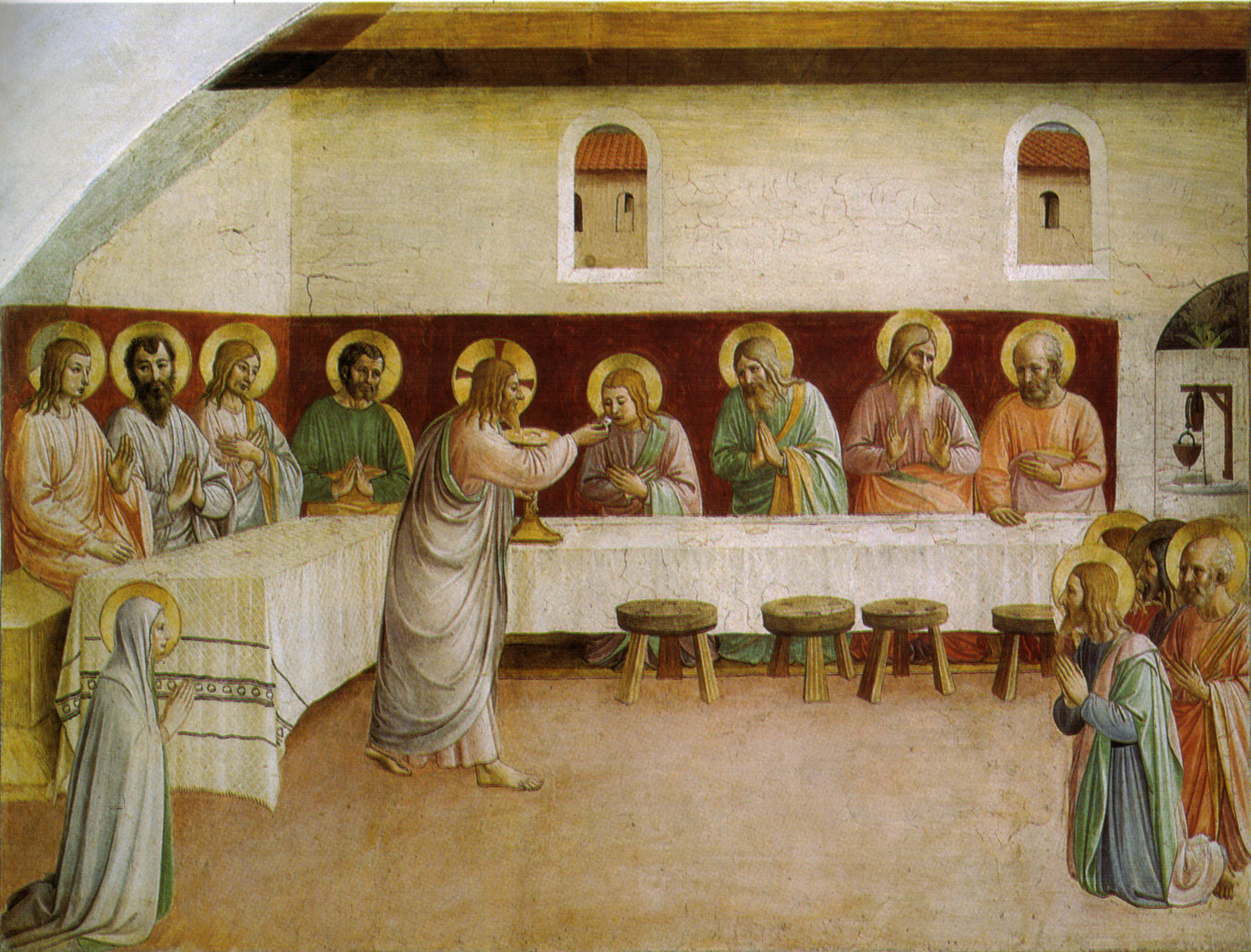
Fra Angelico, La Communion des apôtres, musée San Marco.

Cet article concerne la communion dans le catholicisme. Pour la communion dans le protestantisme, voir Sainte-Cène. Pour les autres significations, voir Communion.
L'Eucharistie [ø.ka.ʁis.ti]  (du εὐχαριστία / eukharistía, « action de grâce »), appelée également Saint-Sacrement, est un sacrement chrétien. Elle occupe une place centrale dans la doctrine et la vie religieuse des confessions chrétiennes. Alors que les catholiques et les orthodoxes parlent d'Eucharistie, le terme de Sainte-Cène est généralement utilisé par les protestants pour désigner le même rite.
L'origine de ce rite est commune à tous les chrétiens : selon le Nouveau Testament, en particulier la Première épître aux Corinthiens et les Évangiles synoptiques, il fut institué par Jésus-Christ la veille de sa Passion, en distribuant du pain et du vin aux apôtres, et en leur disant : « Ceci est mon corps […], ceci est mon sang […]. Vous ferez cela en mémoire de moi. »
Les catholiques et les orthodoxes décrivent l’Eucharistie comme une véritable « actualisation », non sanglante, du sacrifice du Christ en vue du salut, par le ministère du prêtre. De leur côté, les protestants affirment que le texte biblique ne soutient pas la théorie de la transsubstantiation. Les luthériens emploient le terme de consubstantiation. La tradition calviniste professe la notion de présence spirituelle. Chez les chrétiens évangéliques, on parle d'un mémorial du sacrifice de Jésus-Christ.

## Origines
L'institution de l'Eucharistie par Jésus s'inscrit dans le cadre de la tradition juive qui attache une grande importance aux actions de grâce et aux bénédictions (berakhot) que l'on prononce, spécialement lors des repas, afin de remercier Dieu pour ses bienfaits. Dans le rite l'homme répond à l'initiative divine par le remerciement, en particulier, lors des berakhot du séder de Pessa'h (repas pascal) qui rendent grâce en mémoire de la libération de l'esclavage en Égypte, libération non définitive, car l'histoire d'Israël est marquée par l'esclavage et le péché [réf. nécessaire], en sorte que le mémorial de la libération d'Égypte s'ouvre à une attente de libération définitive. L'usage liturgique de ces bénédictions fut maintenue dans les prières des premières communautés chrétiennes.

### La fraction du pain
À l'Eucharistie, on donne divers noms, par exemple « le repas du Seigneur, la fraction du pain, la Sainte-Cène, la Cène, la Divine Liturgie.
Le terme biblique est celui de « fraction du pain », employé plusieurs fois dans le Nouveau Testament, en Luc-Actes, soit comme substantif (Lc 24,35 ; Ac 2,42), soit comme verbe (Lc 24,30 et Ac 2,46 ; Ac 20,7 ; Ac 20,11 ; Ac 27,35). Des allusions à la fraction du pain comme repas eucharistique se trouvent aussi dans des sources néotestamentaires plus anciennes, comme la Première épître aux Corinthiens (1Co 11,24). Dans ces passages, le repas et l'Eucharistie ne semblent pas différer : le repas précédé de la fraction du pain devait être suivi des bénédictions habituelles de la Birkat ha-mazon juive.
Cette pratique du séder, repas rituel juif, est entendue dans un sens chrétien comme un renvoi à la Cène.

### Les repas communautaires
Les repas communautaires anticipant l'avènement du Messie et l'arrivée du Royaume de Dieu existaient dans le judaïsme de l'époque, entre autres chez les esséniens. Le récit de ce repas de Jésus avec les Douze Apôtres, nombre symbolique des douze tribus d'Israël restauré selon l'eschatologie juive, va dans le sens de l'historicité de la Cène. Ces repas se caractérisaient par la présence du pain et du vin, à titre symbolique. Néanmoins, ce rapprochement est contesté, notamment par Simon Claude Mimouni, qui estime que l'hypothèse tendant à voir dans l'essénisme l'une des origines du christianisme « ne repose sur aucune source ».

### Institution de l'Eucharistie par Jésus
La Cène, dernier repas du Christ avant sa Passion, est évoquée dans l'un des textes les plus anciens du christianisme : la Première épître aux Corinthiens, écrite dans les années 50. Pendant ce « repas du Seigneur » (en grec : Κυριακόν δεῖπνον / kuriakón deîpnon), Jésus rend grâces (εὐχαριστήσας / eucharistêsas) et rompt le pain :

« Car j’ai reçu du Seigneur ce que je vous ai enseigné ; c’est que le Seigneur Jésus, dans la nuit où il fut livré, prit du pain,

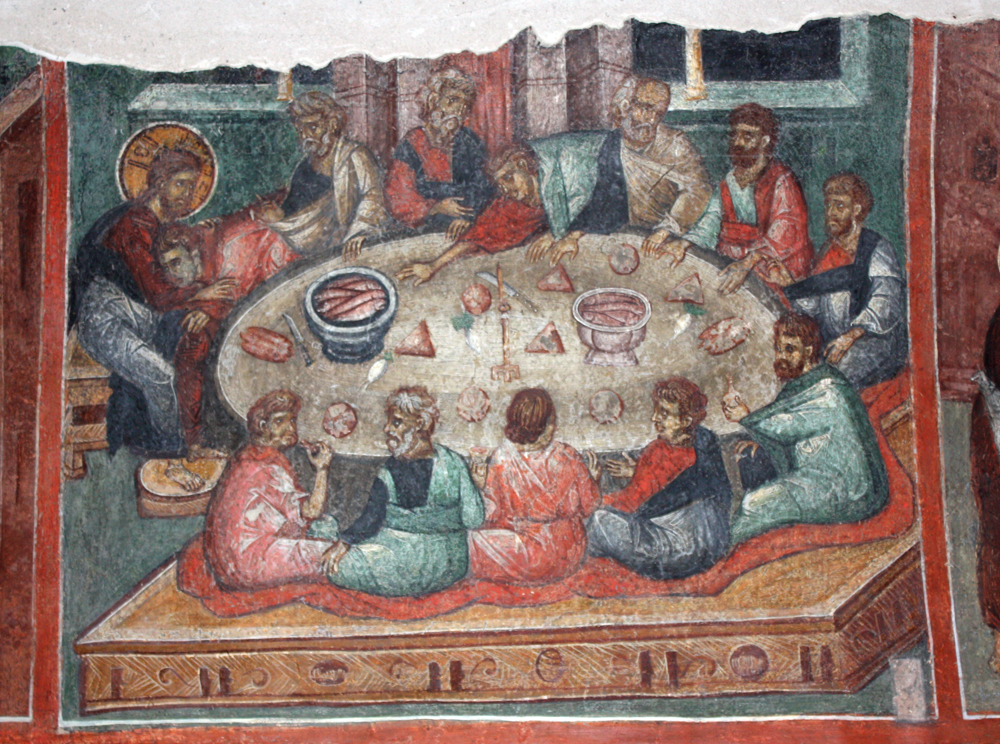
La Cène, fresque du XVe siècle, Sofia, Bulgarie.

et, après avoir rendu grâces, le rompit, et dit : Ceci est mon corps, qui est rompu pour vous ; faites ceci en mémoire de moi.
De même, après avoir soupé, il prit la coupe, et dit : Cette coupe est la nouvelle alliance en mon sang ; faites ceci en mémoire de moi toutes les fois que vous en boirez. »

La Cène figure également dans les trois Évangiles synoptiques : Matthieu, Marc et Luc,,,.
" Quand l'heure fut venue, il se mit à table, et les apôtres avec lui. Et il leur dit : " j'ai ardemment désiré manger cette pâque avec vous avant de souffrir " (...) Puis, prenant du pain, il rendit grâces, le rompit et le leur donna en disant : ceci est mon corps livré pour vous; faites cela en mémoire de moi." Il fit de même pour la coupe après le repas, disant :" Cette coupe est la nouvelle Alliance en mon sang"." (Luc 22, 14-20) Matthieu précise à propos de la coupe que Jésus dit à son sujet : " Buvez en tous, car ceci est mon sang, le sang de l'Alliance qui va être répandu pour une multitude en rémission des péchés." (Matthieu 26, 27)
De son côté, l'Évangile selon Jean, qui mentionne ce repas (13:2-23), ne relate pas le récit de l'institution ; mais il évoque ailleurs la célébration eucharistique, particulièrement en 6:51, où Jésus se présente ainsi : «je suis le pain vivant descendu du ciel (...) et le pain que je donnerai, c'est ma chair pour la vie du monde (...) Si vous ne mangez la chair du Fils de l'homme, et ne buvez son sang vous n'aurez pas la vie en vous » (Jean 6, 51-53). Ce passage, nommé le « discours du pain », est généralement interprété comme une allusion directe à la Cène.
Ainsi, dans la tradition chrétienne, l'Eucharistie fut instituée par Jésus-Christ le soir du Jeudi saint au cours d'un repas qui, selon les synoptiques, était un repas pascal, mais qui, selon Jean, fut célébré un jour avant la fête juive de Pessa'h,,.

## Aspects sacramentels

### Consécration dans le catholicisme

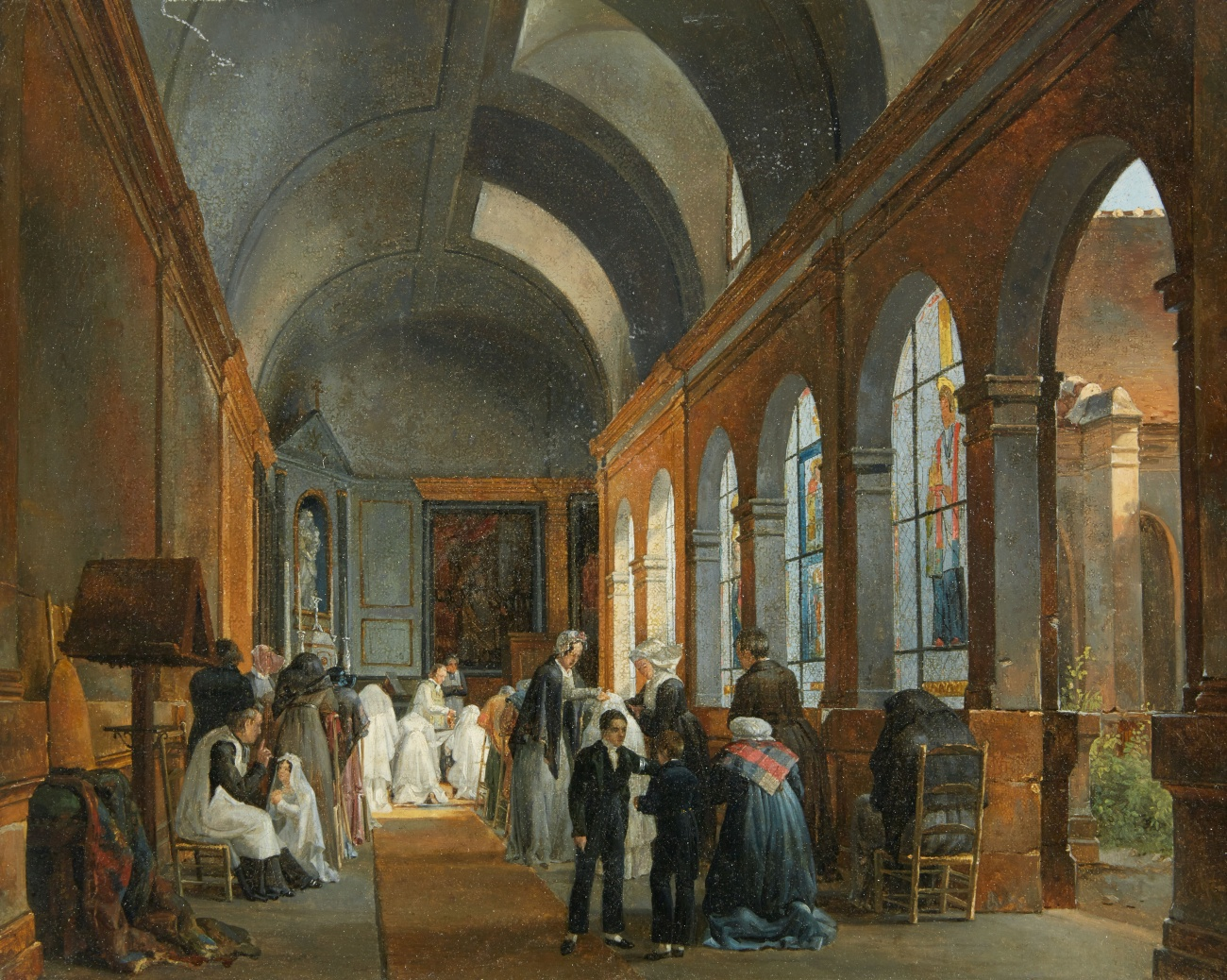
L'Eucharistie, par Xavier Leprince, 1825.

Dans la doctrine catholique, la célébration eucharistique est « le sommet à la fois de l'action par laquelle, dans le Christ, Dieu sanctifie le monde, et du culte qu'en l'Esprit-Saint, les hommes rendent au Christ, et par lui, au Père ». Le caractère propre de la messe réside dans l’actualisation du sacrifice du Christ accomplie par un prêtre. En vertu du sacrement de l'ordre, les prêtres rendent présents et appliquent dans le sacrifice de la messe l'unique sacrifice du Christ s'offrant, une fois pour toutes à son Père en victime immaculée.
Cette actualisation se traduit par la transsubstantiation du pain et du vin, qui deviennent le corps et le sang du Christ ; le pain et le vin changent de substance tout en conservant leurs caractéristiques physiques ou « espèces ». La présence réelle du Christ commence au moment de la consécration et dure aussi longtemps que les espèces eucharistiques subsistent. Le Christ est tout entier présent dans chacune des espèces et tout entier dans chacune de leurs parties, de sorte que la fraction du pain ne divise pas le Christ.

### Eucharistie et communion
Depuis la Première épître aux Corinthiens (1 Co 10:14-22), l’Eucharistie est appelée « communion » au sang et au corps du Christ. Dans ce passage, Paul opère une distinction entre la tradition ecclésiale de la Cène (terme utilisé ici dans le sens de l'Eucharistie, non pas de la Cène, le dernier repas que Jésus-Christ prit avec les douze apôtres le soir du Jeudi saint) et les pratiques cultuelles du paganisme, désormais interdites. Il ne parle pas des pratiques cultuelles en général mais concrètement des repas rituels à base de viande d'animaux offerts en sacrifice aux dieux païens, et il déclare que les chrétiens, qui s'unissent au Christ en participant à l'Eucharistie, ne doivent pas participer aux banquets idolâtres par lesquels ils entreraient en communion avec les faux dieux,.
Il ne peut y avoir de messe sans communion, puisque le prêtre communie nécessairement, mais la communion des fidèles n’est pas obligatoire. Inversement, la communion est possible en dehors de la messe (par exemple, pour les malades), mais les espèces sont nécessairement consacrées au cours d’une messe.
Elle porte également le nom de « Saint-Sacrement », car elle est le sacrement par excellence, et ce terme est employé, par métonymie, pour désigner le pain et le vin consacrés qui deviennent respectivement le corps et le sang du Christ et qui s'applique particulièrement aux hosties consacrées conservées dans le tabernacle ou exposées à l'Adoration eucharistique.
Dans l'Église catholique, seuls ceux qui sont en état de grâce, c'est-à-dire sans aucun péché mortel, peuvent recevoir l'Eucharistie. Cette doctrine se fonde sur 1 Co 11:27-29. Dans ce cas, il est nécessaire avant de communier de recevoir le pardon des péchés grâce au sacrement de pénitence et de réconciliation.

### Les deux espèces

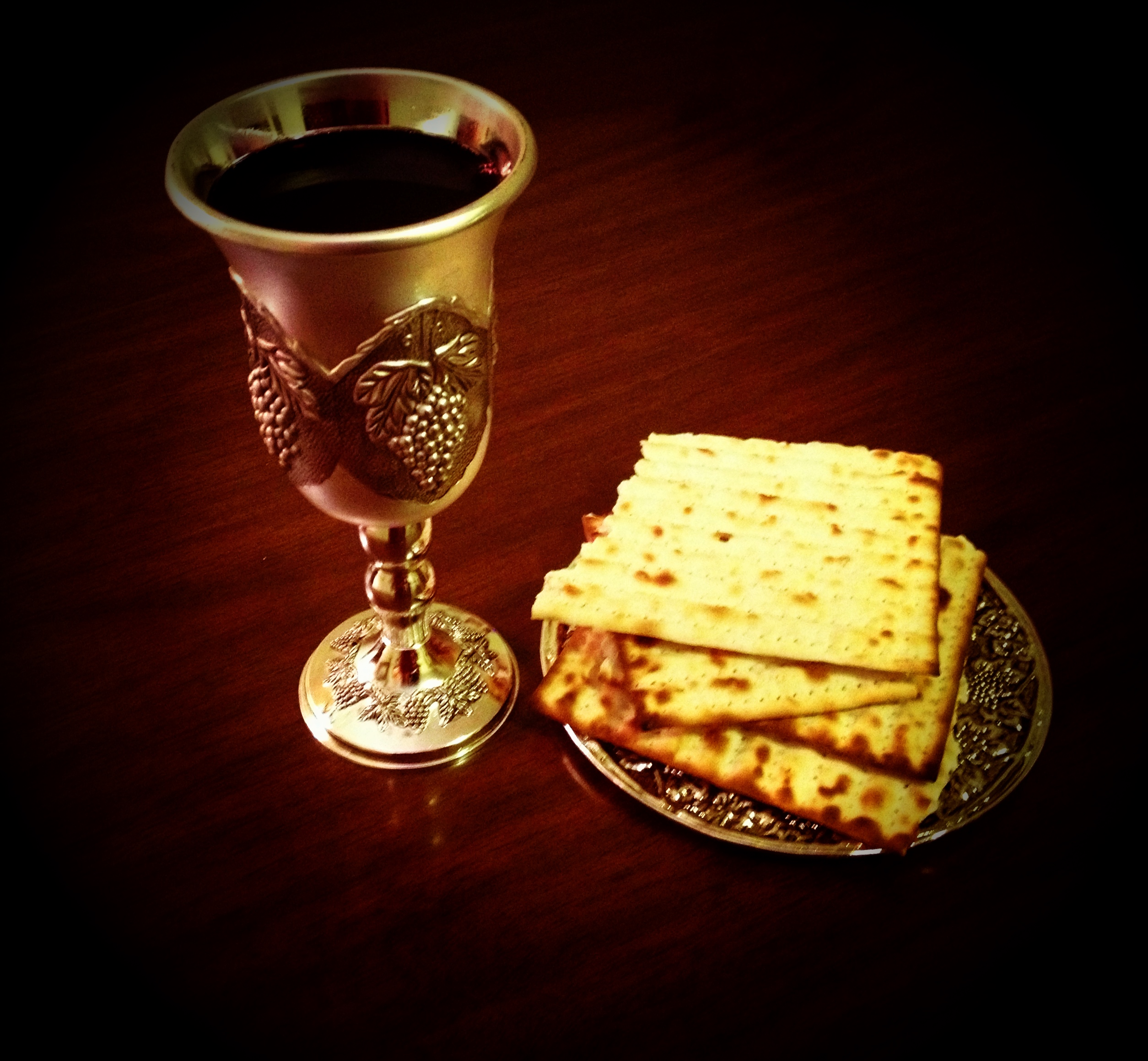
Les deux espèces dans une liturgie occidentale.

Dans les liturgies d'Occident (et contrairement aux liturgies orientales, qu'elles soient catholiques ou orthodoxes), les hosties qui sont consacrées sont du pain azyme, c'est-à-dire sans levain, à base de farine de blé. Ainsi, elles se conservent bien et prennent peu d’espace. Les fidèles ont libre choix de recevoir l'hostie sur la langue ou dans la main.
Depuis plusieurs siècles, dans l’Église latine on utilise généralement, mais non pas exclusivement, du vin blanc pour des raisons purement pratiques, le vin rouge risquant de tacher les linges blancs ; mais on reconnaît une plus grande valeur symbolique au vin rouge dans la célébration de l'Eucharistie, et le Vatican n'a toujours utilisé que du vin de messe rouge.

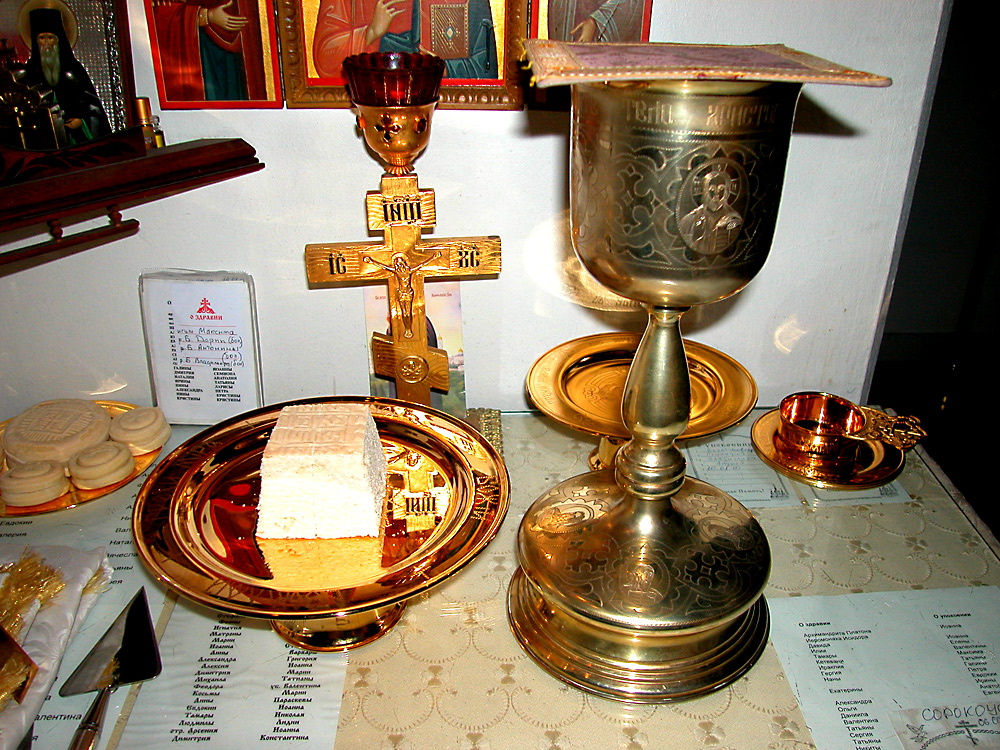
Les deux espèces dans une liturgie orientale.

La communion est valable sous l’une ou l’autre des espèces, ou sous les deux. En Occident, elle se limite souvent au pain, sous forme d’hostie. La communion au sang du Christ, sous forme de vin où ont été déposées des fractions de pain, ne soulève pas de questions d’hygiène chez les orthodoxes. Il existe aussi la communion par « intinction », où le prêtre trempe une partie de l'hostie dans le « précieux sang » et la dépose aussitôt sur la langue du communiant.
Après la communion, le prêtre doit finir le vin consacré, et procéder à une purification des récipients vides pour en éliminer les traces de matière consacrée. S’il reste des hosties, elles peuvent être placées dans un ciboire couvert, que l'on enferme dans le tabernacle. À l'exception des processions du Saint-Sacrement, ou encore dans le cas de la custode (une petite boîte) destinée à la communion des malades, il est rigoureusement prohibé de faire sortir une hostie consacrée de l’église où elle se trouve. Si le prêtre ne peut placer les hosties consacrées dans le tabernacle, il doit les consommer, ou les faire consommer à des fidèles.

## Positions théologiques

### Période patristique

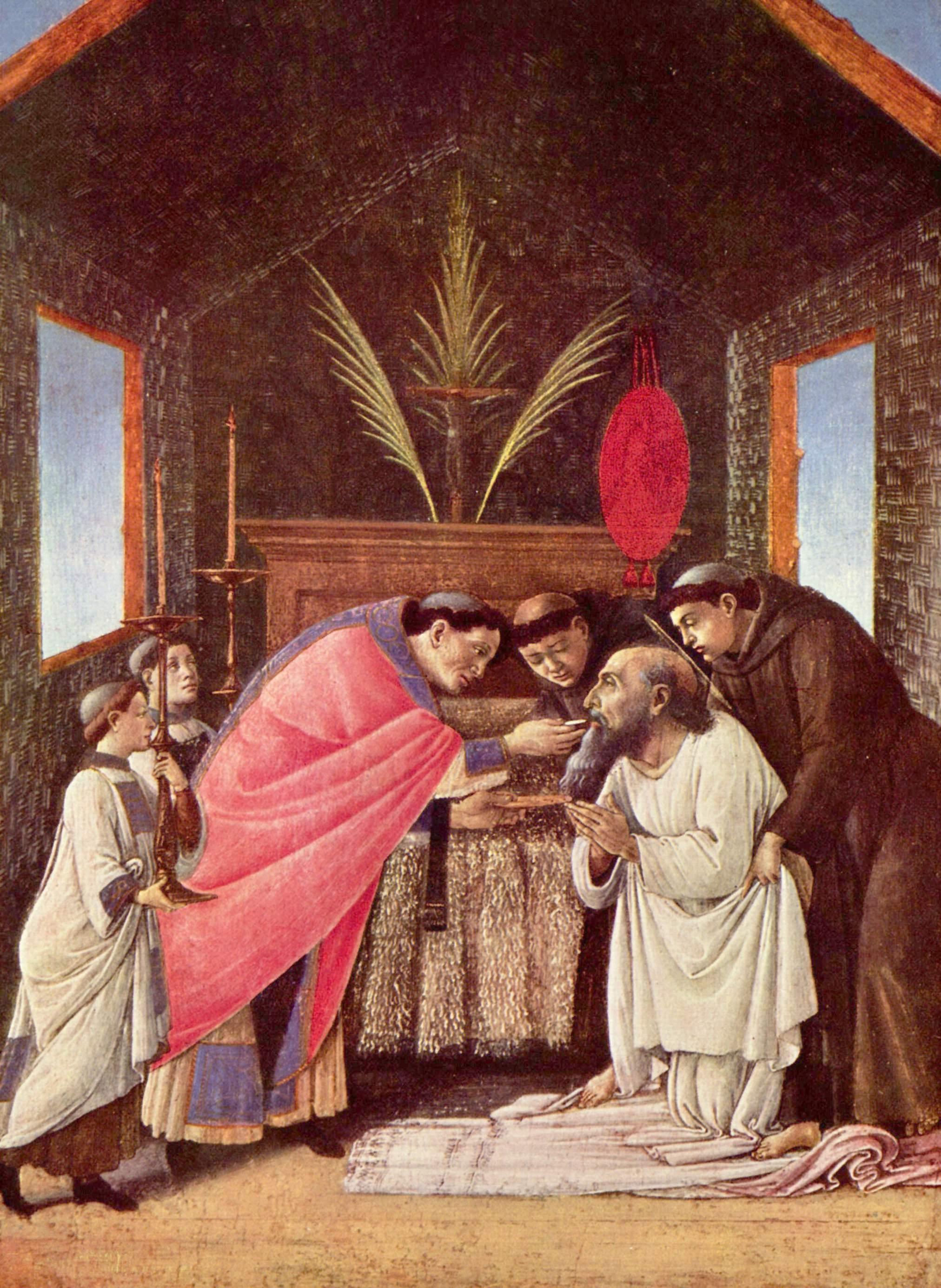
Sandro Botticelli : Viatique de saint Jérôme, v. 1495.

#### Premiers siècles
Irénée de Lyon (130-202) dans Adversus haereses situe l'Eucharistie au cœur de sa vision du monde et de l'histoire du salut. Il insiste fortement sur le fait que l'Eucharistie est un sacrifice (IV, 17, 6, IV 18, 1 et IV 18, 4)) qui doit être offert à Dieu en y joignant la foi, l'espérance et la charité. En effet, selon lui, le pain et le vin qui sont le corps et le sang du Christ sauveur sont vecteurs de la grâce. Polycarpe de Smyrne (70-160) et le récit des martyrs de Lyon reprennent l'analogie entre le martyre et l'Eucharistie. Cyprien de Carthage (200-258) dans sa lettre 63 fournit un véritable traité sur l'Eucharistie. Il y écrit : "le sacrifice que nous offrons est la passion du Seigneur" (4-17). Il précise par ailleurs : "Si le Christ Jésus notre Seigneur et notre Dieu est lui-même le grand-prêtre de Dieu le Père, s'il s'est offert à son Père, et s'il nous a donné d'accomplir cela en mémoire de lui, alors celui qui reproduit ce que le Christ fit, agit vraiment en place du Christ (4, 17).

#### Période des Pères de l'Église
La liturgie clémentine des Constitutions apostoliques dont l'inspiration et les racines sont juives est un maillon entre les liturgies des trois premiers siècles et celles importantes et durables des quatrième et cinquième siècles. L'anaphore qui relate l'histoire du salut, se prolonge par les paroles de l'institution, lesquelles sont suivies d'une anamnèse, puis d'une épiclèse (invocation de l'Esprit Saint) et enfin d'une prière d'intercession pour l'Église. Les Pères de l'Église expliquent les divers rites de l'Eucharistie, soulignent la continuité entre la liturgie de la parole et celle du pain et du vin et enseignent de manière unanime que l'Eucharistie est le sacrement qui contient et dispense toute l'action rédemptrice et salvatrice du Christ dans sa mort et sa résurrection. Pour Hilaire de Poitiers (315-367) et le Pseudo Denys (vers 500), l'Eucharistie est le sacrement de la divinisation. Jean Chrysostome (344-407) et Augustin (354-430) insistent sur le lien entre l'Eucharistie et le corps mystique et les conséquences qui en découlent[réf. nécessaire]. Ambroise de Milan (339-397) insiste sur la transformation opérée sur le pain et le vin lors des paroles prononcées sur eux par le célébrant: " Quand on en arrive à la réalisation du véritable sacrement, le prêtre n'utilise plus de ses propres paroles, mais il emploie les paroles du Christ qui réalisent le sacrement " (De sacramentis IV, 4, 14).

### Moyen Âge et Renaissance
La question de la « présence réelle » du corps et du sang du Christ est soulevée dès le IXe siècle. Les « réalistes », qui défendent cette idée (comme Paschase Radbert dans son De partu Virginis) se voient opposer les résistances des « symbolistes » comme Ratramne de Corbie. Cependant, cette dernière théorie ne paraît alors susciter de condamnation par l’Église. 
Le débat ressurgit au XIe siècle. Bérenger de Tours affirme, en se référant à Augustin, qu’une présence « intellectuelle » s’ajoute au pain et au vin sans se substituer à eux. Il rencontre l’opposition de théologiens comme Lanfranc de Pavie (vers 1010-1089) et Hildebert de Lavardin (1056-1133), qui défendent l’idée d’un changement de substance : la « transsubstantiation » telle qu’on l’appelle à partir du XIIe siècle.  
Cette fois, l’Église tranche et la thèse de Béranger de Tours est condamnée lors des conciles de Rome, en 1050, puis de Verceil, en 1051, de Paris, en 1054 et de Tours, en 1054 ; le concile de Verceil revient également sur les écrits de Ratramne de Corbie qu’il condamne à être brûlés. 
En 1059, Béranger est amené à souscrire à Rome : " Le pain et le vin qui sont posés sur l'autel, après la consécration ne sont pas seulement un sacrement, mais aussi le vrai corps et le vrai sang de notre Seigneur Jésus Christ."

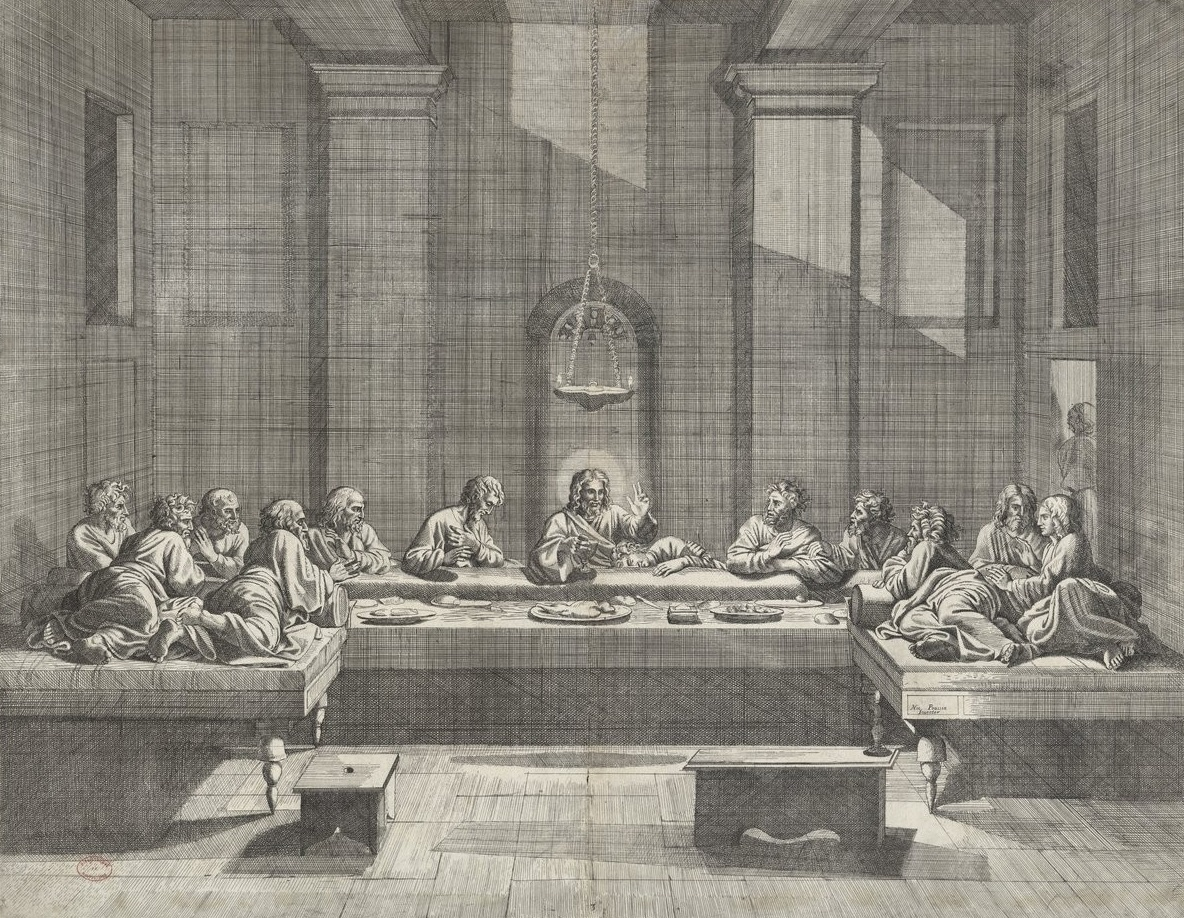
Sacramentum Eucharistiae (L'Eucharistie), gravure de Jean Dughet d'après Nicolas Poussin.

Au IVe concile de Latran (1215), la présence réelle est pour la première fois proclamée. Le concile de Vienne (1274) " tient et enseigne que, dans ce sacrement, le pain est vraiment transsubstantifié en corps et le vin en sang de notre Seigneur Jésus Christ"
Au XIIIe siècle, Thomas d'Aquin précise le dogme dans sa Somme théologique. La fête du « Corps du Christ » ou « Saint-Sacrement » naît à la même époque. L’office en est composé par Thomas d'Aquin, et alors seulement est généralisée la pratique d’élever l'hostie et le calice pour les montrer aux fidèles.
Le second concile de Lyon (1274)  promulgua  une profession de foi de Michel Paléologue empereur de Constantinople, où il est dit, entre autres de l'Eucharistie, que l'Église" tient et enseigne que, dans ce sacrement, le pain est vraiment transsubstantifié en corps et le vin en sang de notre Seigneur Jésus Christ" Une profession de foi analogue fut publiée par le patriarche Jean XI Vekkos de Constantinople et les membres de son synode en1277. Moins d'un siècle avant la Réforme protestante, en 1439, le concile de Florence distingue dans l'Eucharistie entre, d'une part sa matière qui est le pain de froment et le vin de la vigne mêlé à un petit peu d'eau, et de l'autre sa forme, consistant dans les paroles du Christ prononcées sur le pain et le vin par un prêtre.
Afin de répondre aux critiques des courants issus de la réforme protestante, le Concile de Trente dans sa treizième session réunie sous Jules III se prononça de manière dogmatique se voulant définitive sur l'Eucharistie. Il rappela la doctrine de la transsubstantiation lors de la consécration par un prêtre. Il recommanda la conservation des espèces consacrées après la messe, en vue des malades et du culte et de la vénération du très saint sacrement. Il ordonna que personne ayant conscience d'un péché mortel ne communie, sans s'être confessé au préalable à un prêtre.

### Doctrine catholique
Le Catéchisme de l'Église catholique présente l'Eucharistie à partir de la citation suivante du concile Vatican II : "Notre Sauveur, à la dernière Cène, la nuit où il était livré, institua le sacrifice eucharistique de son corps et de son sang pour perpétuer le sacrifice de la croix au long des siècles, jusqu'à ce qu'il vienne, et pour confier à l'Église, son épouse bien-aimée, le mémorial de sa mort et de sa résurrection : sacrement de l'amour, signe de l'unité, lien de la charité, banquet pascal dans lequel le Christ est reçu en nourriture, l'âme est comblée de grâces et le gage de la gloire future nous est donnée" (Sacrosanctum Concilium 47). Il précise d'elle par ailleurs, citant toujours le concile : "En elle se trouve le sommet à la fois de l'action par laquelle, dans le Christ, Dieu sanctifie le monde, et celui du culte qu'en l'Esprit-Saint les hommes rendent au Christ et, par Lui au Père." (Lumen gentium 11). Il ajoute plus loin que le sacrifice que le Christ a offert une fois pour toutes sur la croix (Hébreux 7, 25-27) demeure toujours actuel : "Toutes les fois que le sacrifice de la croix par lequel le Christ notre Pâque a été immolé se célèbre sur l'autel, l'œuvre de notre rédemption s'opère." (Lumen gentium 3).

### Transsubstantiation et présence réelle

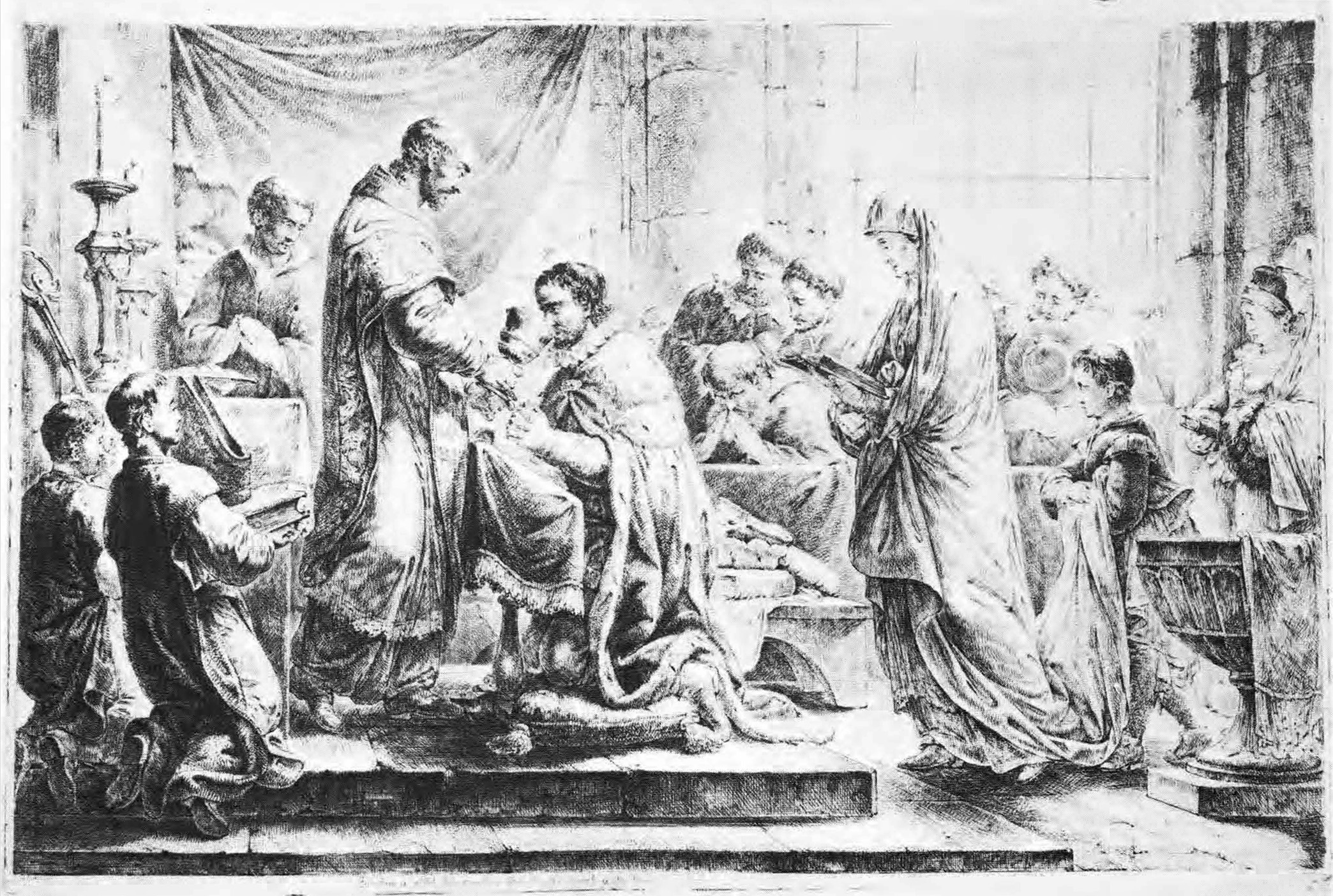
Joachim II inaugure la communion sous les deux espèces ; gravure de Bernhard Rode (1783).

Au XVIe siècle, le concile de Trente affirme le dogme de la transsubstantiation, associé à l'aspect sacrificiel de l'Eucharistie. Le pain et le vin se transforment et cette transformation concerne la totalité de la substance : rien ne subsiste que les apparences (les « espèces ») du pain et du vin. La présence du Christ est réelle et substantielle dans l'hostie, qui devient véritablement son corps lors de la consécration. La messe répète, actualise le sacrifice du Christ et l'offre à Dieu.
Les catholiques et les orthodoxes professent cette présence réelle du Christ, en son corps et son sang, sous les « espèces » du pain et du vin.
Au moment de la Réforme protestante, le caractère sacrificiel de la messe est rejeté par plusieurs théologiens, tandis que d’autres, comme Laurentius Petri (Suède) et Thomas Cranmer (Angleterre), le conservent.

### Consubstantiation

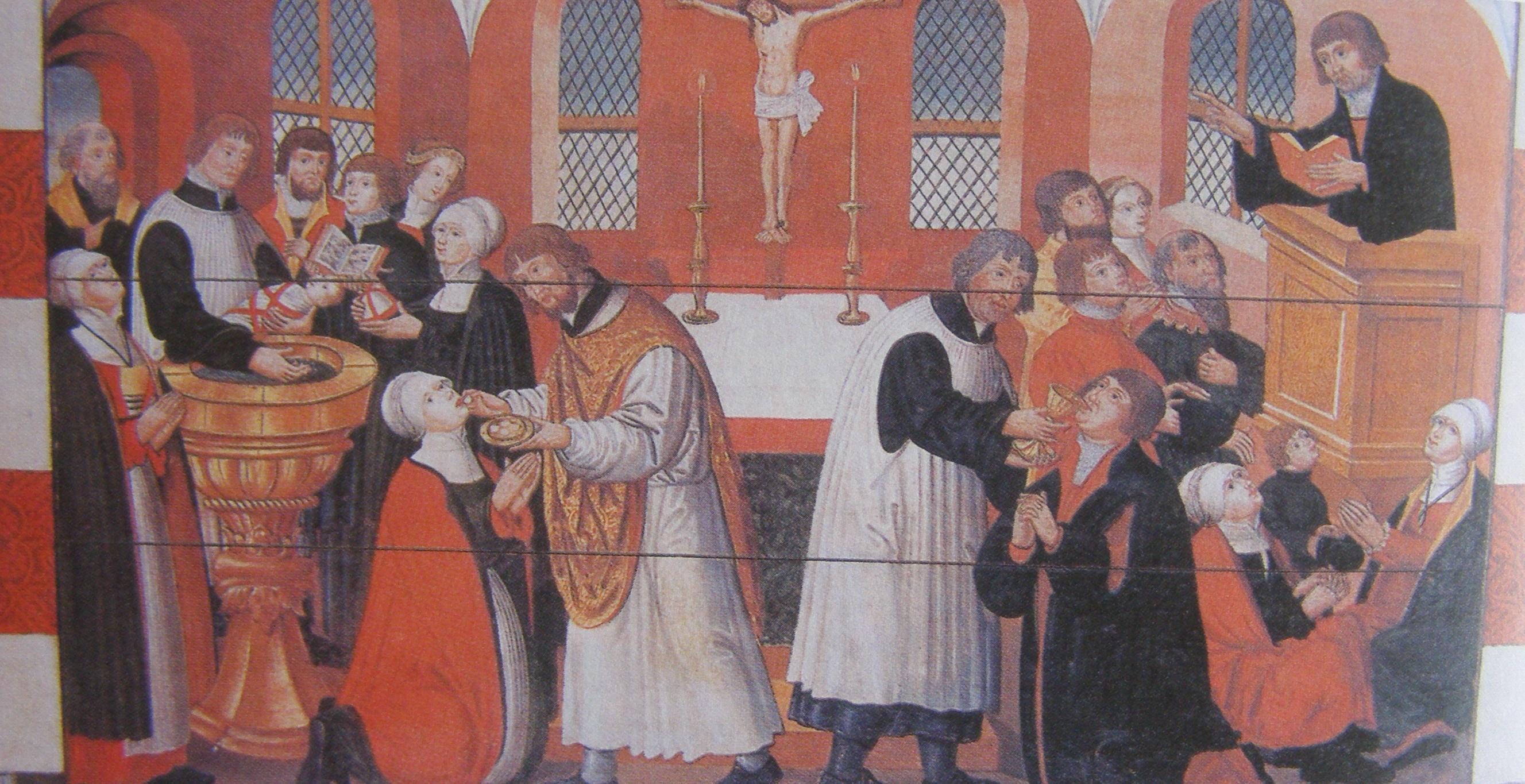
Comparaison entre luthériens et calvinistes, Hongrie, XVIIe siècle.

Les luthériens ont gardé l’essentiel de la liturgie catholique mais ont redéfini le dogme. Ils parlent de consubstantiation : simultanément à la substance du pain et du vin consacrés, coexiste la substance du corps du Christ et de son sang, en une sorte de double substance. D'autre part, les espèces ne deviennent le corps et le sang du Christ que sous l'action de la Parole de Dieu, qui est indispensable au sacrement : après la messe, les espèces consacrées redeviennent du pain et du vin ordinaires, car le luthéranisme ne reprend pas la notion de « réserve eucharistique » du catholicisme.
Enfin, Luther et Mélanchthon réfutent l'idée du sacrifice propitiatoire inhérent à l'Eucharistie : ils « opposent le sacrement, œuvre de Dieu offerte à l'être humain, et le sacrifice, œuvre humaine offerte à Dieu ». L'Eucharistie est pour eux une action de grâce envers Dieu, un témoignage de reconnaissance, autrement dit un acte de louange et non pas un sacrifice destiné à obtenir la faveur de Dieu.

### Présence spirituelle
Les réformés estiment avec Calvin que la notion de présence corporelle constitue « une grande erreur de l’Église catholique […], une confusion grave entre le signe et la chose signifiée », qui « trahit un manque de foi » : « Parce que l'on ne croyait plus au miracle de la foi saisissant le Christ et la réalité spirituelle, on a voulu le faire descendre dans les éléments de la sainte Cène, de façon magique et matérielle. On a cherché à toucher le Christ, ne pouvant monter au Ciel pour l'atteindre. […] On s'est arrêté à l'élément corruptible : on en a fait une idole ».
Calvin affirme, comme les catholiques et les luthériens, l'union réelle et substantielle du croyant avec le Christ lors de la Cène, mais en termes de « présence pneumatique » : le Christ est véritablement présent, mais de manière spirituelle et non pas matérielle. Les espèces sont de simples représentations du corps et du sang du Christ : elles sont uniquement « des signes que Dieu utilise pour atteindre le croyant, pour lui faire percevoir, sentir la présence du Christ ». Le pain et le vin ne subissent ni transformation, ni consubstantiation, ni transsubstantiation.
Cette présence à la fois immatérielle et réelle est due à l'Esprit, et à lui seul, car « c'est lui qui nous met en communion avec le Seigneur et Sauveur et qui nous fait participer à sa grâce »,. Pendant que l'officiant donne le pain et le vin, Dieu donne au croyant ce qu'ils représentent : « Le pain et le vin ne deviennent pas corps et sang du Christ, mais en recevant le pain, nous recevons le Christ ».
De manière plus radicale, Ulrich Zwingli, et aujourd'hui une large partie des évangéliques, considèrent que le sacrifice du Christ a eu lieu une fois pour toutes et que l'Eucharistie n'en est que le mémorial. La Cène est donc une action de grâce d'où est absente toute notion de sacrifice. La présence du Christ n'est pas corporelle, mais uniquement spirituelle dans les espèces, qui ne font que la symboliser. Par conséquent, la phrase « Ceci est mon corps » doit être entendue comme « Ceci signifie mon corps ».
Les Églises héritières de la Réforme protestante affirment généralement l'historicité de leur position en s'appuyant sur Béranger de Tours ou Ratramne de Corbie.

## Eucharistie et œcuménisme
Dans toutes les confessions chrétiennes, on perçoit mieux aujourd’hui le lien avec les traditions juives de reconnaissance envers les œuvres de Dieu, et particulièrement dans les bénédictions pendant le repas, notamment celle du Chabbat (pain et vin). Cette origine commune et d'intenses discussions théologiques ont permis de remettre en perspective les pratiques de chacun. Un document essentiel fut publié en 1982 par la commission théologique du Conseil œcuménique des Églises. Le document s'intitule Baptême, Eucharistie, ministère.

### Catholicisme et orthodoxie

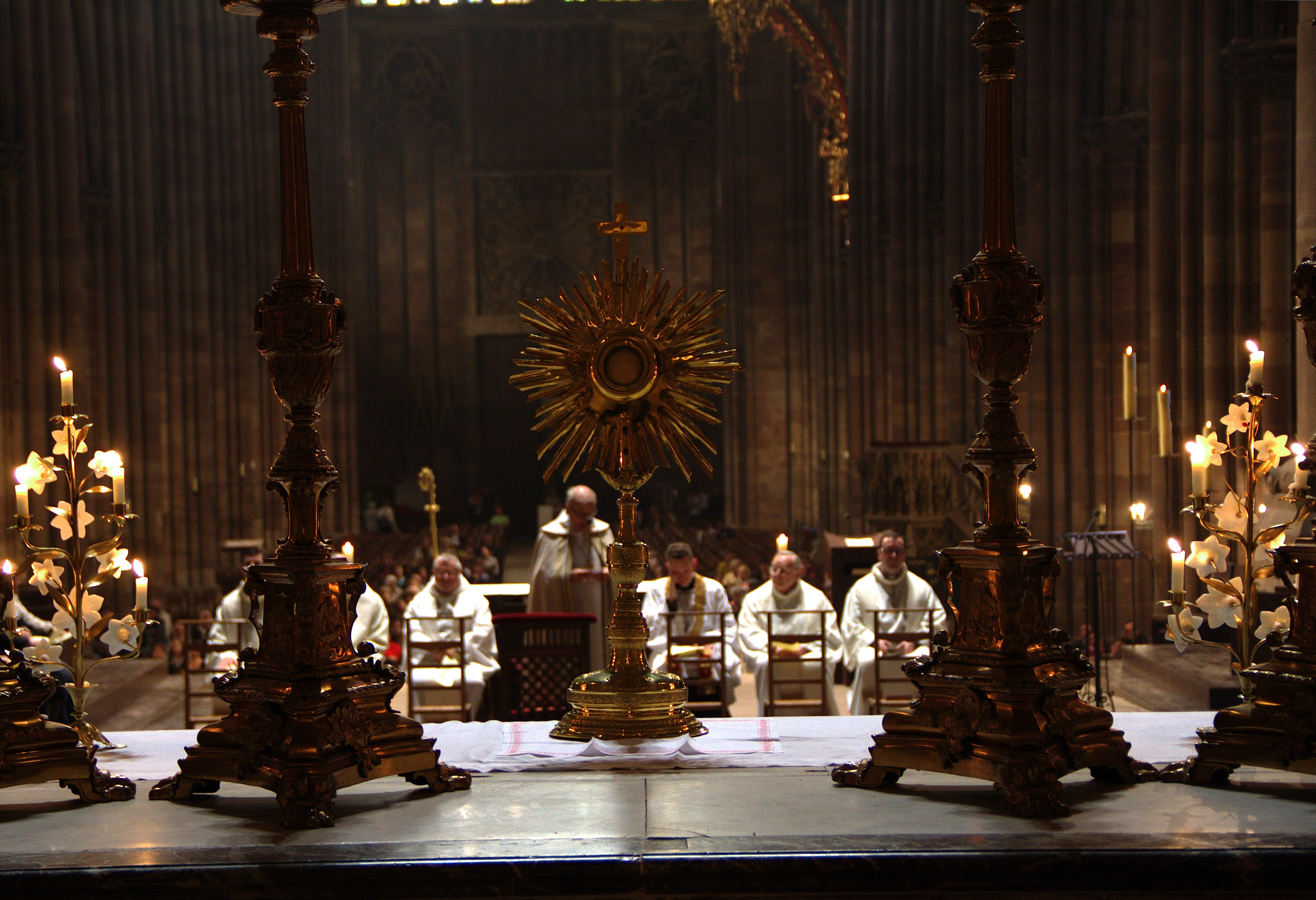
Exposition du Saint-Sacrement à la cathédrale Notre-Dame de Strasbourg lors de la Fête-Dieu le 2 juin 2013.

Catholiques et orthodoxes partagent la même doctrine au sujet de l’Eucharistie et reconnaissent mutuellement la validité de sa célébration dans l’une et l’autre Église. Il y a des différences dans la liturgie (communion sous une ou sous deux espèces, etc.) et dans les formes de dévotion (processions du Saint-Sacrement : pratique courante dans le catholicisme, non dans l’orthodoxie), ainsi que dans le vocabulaire (les catholiques parlent plutôt de « sacrement », les orthodoxes de « mystère »). L’intercommunion est possible dans les cas de nécessité exprimés dans le canon 844 du code de droit canonique de l’Église catholique.

### Réforme
De même chez les protestants, et malgré des divergences secondaires, les réformés et les luthériens sont, en Europe du moins, en pleine communion, et partagent sans problème l’Eucharistie et leurs pasteurs.
En revanche, le désaccord est profond entre les catholiques et orthodoxes d'une part, et les protestants d'autre part, et les termes utilisés n’ont pas toujours la même signification.

### Les points de désaccord
La question de la présence réelle et de la transsubstantiation demeure un point d’achoppement qui rend inconcevable pour l’Église catholique l’intercommunion entre protestants d’une part et catholiques et orthodoxes de l’autre. Même si la recherche actuelle permet d'envisager de nouvelles manières de rendre compte d'un mystère, on bute sur des difficultés quasi insurmontables en raison des formulations médiévales héritières de la métaphysique classique. Dans plusieurs pays, les divergences n'empêchent pas des actions communes, ainsi que des prières communes, sans célébration du sacrement de l'Eucharistie. La semaine de l'unité en janvier permet chaque année des échanges de chaire entre communautés, des moments de prière en commun et des rapprochements.
La problématique réside dans l'interprétation du terme grec éstin (« [il] est », du verbe « être ») utilisé par Jésus en Matthieu 26:26-28, dont le théologien bénédictin Jacques Dupont considère que le moyen « le plus naturel » de traduire serait : « Ceci signifie mon corps » ou « Ceci représente mon corps ». Il indique : « Par la communion aux espèces sacramentelles, les disciples deviennent participants de l'Alliance que le Christ réalise par le sacrifice de son corps et de son sang sur la croix. Cette efficacité de la communion se comprend mal si l'on ne reçoit qu'un simple signe fictif du corps livré à la mort et du sang versé sur la croix. […] Un symbole ne suffit pas ; il est essentiel que ce soit la victime elle-même, sa chair et son sang ».
De plus, des divergences au sujet du sacerdoce (sacerdoce ministériel réservé aux hommes ou non, qui doivent être prêtres ordonnés ou non) et de l'organisation ecclésiastique (succession apostolique) élargissent le fossé sur la question de la présidence du sacrement.